# Carettinae
Carettinae es una subfamilia de tortugas quelonioideas de la familia Cheloniidae. Fue descrita por John Edward Gray en 1825.

## Géneros
Esta subfamilia comprende los siguientes géneros:
- Caretta Rafinesque, 1814
- Lepidochelys Fitzinger, 1843